# Jean-Marc Bosman
Jean-Marc Bosman (Liege, 30. listopada 1964.) bivši je belgijski profesionalni nogometaš koji je igrao kao vezni igrač. Njegova sudska tužba zbog pravila u nogometnim transferima dovela je do Bosmanovog pravila 1995. godine. Ova značajna presuda, koju je donio Europski sud pravde, u potpunosti je promijenila način zapošljavanja nogometaša, omogućujući profesionalnim igračima u Europskoj uniji (osim na Malti) da se besplatno presele u drugi klub unutar EU na kraju ugovora sa sadašnjim klubom.

## Karijera i suđenje
Prije ovog poznatog sudskog slučaja po kojem je postao poznat, Bosman je igrao za belgijski Standard de Liège i RFC Liège, a imao je i 20 nastupa za mlađe belgijske reprezentacije te bio čak i kapetan reprezentacije do 21 godine. Kad mu je istekao ugovor s RFC Liègeom, pokušao je prijeći u francuski klub Dunkerque 1990. godine, u dobi od 25 godina. Međutim, Liège je tražio odštetni iznos od približno 500 000 funti i inzistirao je da francuski klub plati u cijelosti unaprijed. Kad su odbili, Liège je odbio pristati na transfer i smanjio Bosmanovu plaću za 75% na 500 funti mjesečno. To je navelo Bosmana da pravno ospori sustav i iznese svoj slučaj na sud. Tužio je Liège, Belgijski nogometni savez i Uefu, tvrdeći da pravila koja je utvrdila UEFA, a koja su mu onemogućavala da napusti klub, iako mu je ugovor istekao, predstavljaju kršenje njegovih prava utvrđenih Rimskim ugovorom iz 1957. godine, koji dopustio slobodu kretanja unutar tadašnje Europske zajednice, a današnje Europske unije. Kao rezultat toga, njegov ga je klub suspendirao. Dok je suđenje trajalo, Bosman je kratko igrao u francuskim nižim ligama za drugoligaški klub Saint-Quentin i na otoku Réunion u Indijskom oceanu. 
Dana 15. prosinca 1995., Europski sud pravde presudio je da se igrači mogu slobodno kretati kad im isteknu ugovori i da klubovi iz Europske unije mogu zaposliti bilo koji broj igrača iz bilo koje zemlje članice Europske unije.

## Nakon presude
Unatoč pravnoj pobjedi, Bosman se nakon ovog povijesnog suđenja suočio sa značajnim financijskim i osobnim poteškoćama. U intervjuu 2011. godine tvrdio je da se naknada koju je zaradio od FIFPro-a i sudova uglavnom trošila na pravne takse, što ga je na kraju ostavilo u stečaju. Nadalje, njegov brak se raspao tijekom njegovih pravnih borbi i suđenja. Dio njegova novca također je izgubljen zbog lošeg ulaganja u posebnu liniju majica. Bosman se nadao da će ga igrači koji su profitirali od Bosmanovog pravila podržati kupnjom jedne od njegovih majica "Who's the Boz". Prodao je samo jednu, sinu svog odvjetnika. Također se nadao da će odigrati veliku oproštajnu utakmicu, što je na kraju propalo, i odigrao je protiv Lillea pred samo otprilike 2000 gledatelja. Kako bi platio porez, bio je prisiljen prodati svoju drugu kuću i svoj automobil. Trudio se pronaći posao nakon presude, ali je na kraju živio od socijalne skrbi. Kao rezultat njegovih financijskih poteškoća i njegovog izbacivanja iz svijeta nogometa, Bosman je pao u depresiju i također se borio s alkoholizmom.
U travnju 2013. Bosman je dobio jednogodišnju uvjetnu zatvorsku kaznu nakon napada na svoju tadašnju djevojku i njezinu 15-godišnju kćer, navodno zbog odbijanja da mu daju alkoholno piće. Nakon žalbe preuda je svedena na rad za opće dobro.

## Osobni život
Bosman ima dva sina, starijeg Martina i mlađeg Samuela.

## Vanjske poveznice
- FamousBelgians.net: Jean-Marc Bosman
- Uefa.com skraćeni intervju: 2005. Intervju s Jean-Marcom Bosmanom